# Iyuno
Az Iyuno, Inc. a filmfeliratozás, a fordítás és a nyelvi szinkronizálás egyik fő szolgáltatója a szórakoztatóipar számára. Központja Kaliforniában, Los Angeles Westchester kerületében található, míg más irodái és létesítményei a világ 37 országában. A társaság világszerte több mint 1000 alkalmazottat foglalkoztat, rajtuk kívül pedig több mint 4000 független tolmács dolgozik nekik szerződéses alapon.

## Történelem
1990-ben a svéd Modern Times Group (MTG) médiavállalat megszerezte a Svensk Text (SDI Media) többségi tulajdonát. Az SDI Médiát az MTG 2004-ben 60 millió dollárért eladta a Warburg Pincusnak. 2007-ben az Elevation Partners, egy magántőke-társaság vásárolta meg, amely elsősorban média– és szórakoztatóipari társaságokba fektetett be. 2008-ban az SDI Media Group megvásárolta a Visiontextet, a feliratozás terén iparági versenytársától az Ascent Mediától.
2015. február 21-én a japán média-anyavállalat, az Imagica Robot Holdings együttműködött a Sumitomo Corporationszel és a Cool Japan Fundtallal az SDI Media megszerzésében.
2021. január 22-én az Iyuno Media Group lokalizációs médiavállalat bejelentette, hogy megállapodást kötött az Imagica Grouppal az SDI Media 100%-ának megvásárlásáról.
2021. április 1-jén az SDI Mediát felvásárolta az Iyuno Media Group és így létrejött az új vállalat, ami az Iyuno-SDI Group nevet viseli. A vállalatot 2022. október 26-án „Iyuno” névre keresztelték át.

## Fiókhálózat
Az Iyuno Hungary az Iyuno egyik közép-európai fiókja. Székhelye Budapesten, Magyarországon van.
Az SDI Media Norway az SDI Media Group egyik skandináv fiókja. Székhelye Oslo, a norvég főváros. A vállalat megbízást kapott a film forgalmazók és a TV-csatornák anyagának másolására. A vállalat korábban Sun Studio Norge néven volt ismert.

## Fordítás
Ez a szócikk részben vagy egészben  a   SDI Media című angol Wikipédia-szócikk ezen változatának fordításán alapul.  Az eredeti cikk szerkesztőit annak laptörténete sorolja fel. Ez a jelzés csupán a megfogalmazás eredetét és a szerzői jogokat jelzi, nem szolgál a cikkben szereplő információk forrásmegjelöléseként.